# Trientalis
Trientalis is een geslacht van overblijvende kruiden uit de sleutelbloemfamilie (Primulaceae). Het komt voor in het noorden van Europa, Azië en Noord-Amerika.
De zevenster (Trientalis europaea) is een zeldzame plant in België en Nederland.

## Naamgeving en etymologie
De botanische naam Trientalis is afgeleid van het Latijnse 'trient-' en '-alis' en verwijst naar de hoogte van de plant, ongeveer een derde van een voet hoog.

## Kenmerken
Trientalis-soorten zijn overblijvende, kruidachtige planten met een lange, onbehaarde bloeistengel. De onderste stengelbladeren zijn klein en staan verspreid, de bovenste zijn veel groter en staan in een krans.
De bloemen staan op een lange bloemsteel en zijn wit of zelden roze.

## Habitat en verspreidingsgebied
Trientalis kent een circumboreale verspreiding en wordt gevonden in het noorden van Europa en Azië, de Britse Eilanden, Kamchatka en Japan, en Noord-Amerika. Het zijn planten van koele plaatsen in dennenbossen en veengebieden op zure grond.

## Taxonomie
Het geslacht telt naargelang de bron twee of drie soorten. De twee Amerikaanse soorten, T. borealis en T. latifolia worden soms als ondersoorten beschouwd. De typesoort is Trientalis europaea.
Deze drie soorten worden door sommige botanici tot zustergeslacht Lysimachia gerekend.
- Trientalis borealis Raf.
- Trientalis europaea L. (Zevenster)
- Trientalis latifolia Hook.

Trientalis borealis · 
Trientalis europaea (Zevenster) · 
Trientalis latifolia
... · 
Anagallis (Guichelheil) · 
Androsace (Mansschild) · 
Ardisia · 
Centunculus · 
Coris · 
Cortusa · 
Cyclamen (Cyclaam) · 
Dionysia · 
Glaux · 
Hottonia · 
Lysimachia (Wederik) · 
Myrsine · 
Primula (Sleutelbloem) · 
Samolus · 
Soldanella (Kwastjesbloem) · 
Trientalis · 
Vitalania · 
...